# Carl Limberger
Carl Limberger (* 24. Januar 1964 in Wagga Wagga, New South Wales) ist ein ehemaliger australischer Tennisspieler.

## Leben
Limberger stand 1980 im Halbfinale des Juniorenturniers der Australian Open, er unterlag Wally Masur. Im selben Jahr stand er im Achtelfinale des Juniorenturniers von Wimbledon, im Jahr darauf im Viertelfinale. Beide Mal unterlag er dem späteren Turniersieger.
1982 stand er in Genf an der Seite von Mike Myburg erstmals in einem ATP-Doppelfinale. Im Jahr darauf wurde er Tennisprofi und stand bis 1992 insgesamt achtmal in einem Doppelfinale. Erst 1992 gelang ihm mit Christer Allgårdh in Guarujá sein erster und zugleich einziger Titelgewinn auf der ATP World Tour. Im Einzel konnte er nie ein Finale erreichen, sein bestes Resultat war die Halbfinalteilnahme in Auckland, in welchem er Michiel Schapers in drei Sätzen unterlag. Seine höchste Notierung in der Tennisweltrangliste erreichte er 1987 mit Position 71 im Einzel und Position 53 im Doppel. Seine besten Einzelergebnisse bei Grand-Slam-Turnieren war das Erreichen der zweiten Runde bei allen vier Turnieren. In der Doppelkonkurrenz stand er 1987 an der Seite von Mark Woodforde im Viertelfinale von Wimbledon. Nach Siegen unter anderem gegen Joakim Nyström und Mats Wilander unterlagen sie Stefan Edberg und Anders Järryd in vier Sätzen.

## Erfolge
| Legende                       |
| Grand Slam                    |
| Tennis Masters Cup            |
| ATP Masters Series            |
| ATP International Series Gold |
| ATP International Series (1)  |
| ATP Challenger Series (4)     |

| ATP-Titel nach Belag |
| Hartplatz (1)        |
| Sand (0)             |
| Rasen (0)            |
| Teppich (0)          |

### Doppel

#### Turniersiege

##### ATP Tour
| Nr. | Datum            | Turnier | Belag     | Partner           | Finalgegner                | Ergebnis |
| --- | ---------------- | ------- | --------- | ----------------- | -------------------------- | -------- |
| 1.  | 1. November 1992 | Guarujá | Hartplatz | Christer Allgårdh | Diego Pérez Francisco Roig | 6:4, 6:3 |

##### Challenger Tour
| Nr. | Datum             | Turnier   | Belag         | Partner           | Finalgegner                       | Ergebnis      |
| --- | ----------------- | --------- | ------------- | ----------------- | --------------------------------- | ------------- |
| 1.  | 9. Juni 1991      | Bielefeld | Sand          | Florin Segărceanu | Mark Keil Francisco Montana       | 6:3, 6:2      |
| 2.  | 24. November 1991 | Auckland  | Hartplatz (i) | Bruce Derlin      | David Adams Paul Hand             | 6:4, 7:5      |
| 3.  | 12. April 1992    | Jerusalem | Hartplatz     | Steve Guy         | Brian Joelson Richard Matuszewski | 7:6, 6:2      |
| 4.  | 26. April 1992    | Porto     | Sand          | Tomáš Anzari      | Brian Devening Bent-Ove Pedersen  | 3:6, 6:1, 6:4 |

#### Finalteilnahmen
| Nr. | Datum              | Turnier   | Belag     | Partner           | Finalgegner                     | Ergebnis      |
| --- | ------------------ | --------- | --------- | ----------------- | ------------------------------- | ------------- |
| 1.  | 26. September 1982 | Genf      | Sand      | Mike Myburg       | Pavel Složil Tomáš Šmíd         | 4:6, 0:6      |
| 2.  | 26. Mai 1985       | Florenz   | Sand      | Bruce Derlin      | David Graham Laurie Warder      | 1:6, 1:6      |
| 3.  | 28. Juli 1985      | Hilversum | Sand      | Mark Woodforde    | Stefan Simonsson Hans Simonsson | 3:6, 4:6      |
| 4.  | 11. Januar 1987    | Auckland  | Hartplatz | Mark Woodforde    | Kelly Jones Brad Pearce         | 6:7, 6:7      |
| 5.  | 30. August 1987    | Rye Brook | Hartplatz | Mark Woodforde    | Lloyd Bourne Jeff Klaparda      | 3:6, 3:6      |
| 6.  | 3. Januar 1988     | Adelaide  | Hartplatz | Mark Woodforde    | Darren Cahill Mark Kratzmann    | 6:4, 2:6, 5:7 |
| 7.  | 3. Mai 1992        | München   | Sand      | Tomáš Anzari      | David Adams Menno Oosting       | 6:3, 5:7, 3:6 |
| 8.  | 15. November 1992  | São Paulo | Hartplatz | Christer Allgårdh | Diego Pérez Francisco Roig      | 2:6, 6:7      |